# Beşikkaya, Varto
Beşikkaya là một xã thuộc huyện Varto, tỉnh Muş, Thổ Nhĩ Kỳ. Dân số thời điểm năm 2011 là 118 người.